# ویپ هوبلی
ویپ هوبلی (به انگلیسی: Whip Hubley) (زاده ۱۷ مهٔ ۱۹۵۷) بازیگر آمریکایی است.
از فیلم‌های معروف او می‌توان به بازی در داستان سیندرلا، سر مخروطی‌ها اشاره کرد.